# Stația electrică cu baraj din Brînzenii Vechi
Stația electrică cu baraj este un complex industrial amplasat în Brînzenii Vechi, raionul Telenești, Republica Moldova. Este un monument istoric de importanță națională inclus în Registrul monumentelor Republicii Moldova ocrotite de stat cu nr. 1466 (raionul Telenești). Datează din anii 1950.